# Geocrinia alba
Geocrinia alba е вид земноводно от семейство Myobatrachidae. Видът е критично застрашен от изчезване.

## Разпространение
Разпространен е в Австралия.